# Georg Lüdeling
Georg Lüdeling (* 6. Dezember 1863 in Grothe, heute Teil von Badbergen; † 11. Juli 1960 Quakenbrück) war ein deutscher Meteorologe.

## Leben
Georg Lüdeling wurde 1863 als Sohn von Hermann und Johanna Lüdeling, geb. Wittrock in Grothe geboren, das zum Königreich Hannover gehörte.
Er studierte an der Georg-August-Universität Göttingen, der Eberhard Karls Universität Tübingen und der Christian-Albrechts-Universität zu Kiel Mathematik und Naturwissenschaften. Seit 1882 war er Mitglied der Verbindung Frisia Göttingen (seit 1913 Burschenschaft Frisia Göttingen) und seit 1883 Mitglied der Verbindung Derendingia Tübingen (seit 1897 Tübinger Burschenschaft Derendingia). 1892 promovierte er am physikalischen Institut der Universität Kiel bei Gustav Karsten über erdmagnetische Messungen. Danach wurde er erst wissenschaftlicher Assistent und 1896 ständiger Mitarbeiter von Max Eschenhagen am Magnetischen Observatorium auf dem Telegrafenberg in Potsdam, das zu dem Preußischen Meteorologischen Institut in Berlin gehörte.
Im Jahre 1901 wechselte er zur meteorologischen Abteilung des Observatoriums und beschäftigte sich vor allem mit der atmosphärischen Elektrizität. Lüdeling wurde 1903 zum Professor ernannt. 1909 wurde er mit der Leitung der Klimaabteilung des Berliner Hauptinstitutes betraut. Nach dem Beginn des Ersten Weltkrieges wurde er zum Kommandeur der Heimatwetterwarten ernannt.
Lüdeling war Mitglied der Deutschen Physikalischen Gesellschaft. 1929 trat er in den Ruhestand und widmete sich fortan u. a. der Geschichte des Heereswetterdienstes. 1943 wurde sein Haus in Berlin-Lichterfelde bei einem Bombenangriff zerstört. Nach dem Ende des Zweiten Weltkrieges kehrte er an seinen Geburtsort zurück. Er war mit Emmy Plöger verheiratet, mit der er einen Sohn und eine Tochter hatte.

## Expeditionen
Bei mehreren bedeutenden Expeditionen wurde Lüdeling mit der Bearbeitung der Messergebnisse betraut, so 1905 zusammen mit Alfred Nippoldt bei der Sonnenfinsternis-Expedition des Preußischen Meteorologischen Instituts ins spanische Burgos, der Belgica-Arktisexpedition des Prinzen Philippe von Orléans und der Expedition von Ludvig Mylius-Erichsen und Alfred Wegener in Grönland.

## Publikationen
- Erdmagnetische Messungen im Physikalischen Institut der Universität Kiel, Dissertation, 1892.
- Über den täglichen Gang der erdmagnetischen Störungen an Polarstationen, veröffentlicht in den Sitzungsberichten der Preußischen Akademie der Wissenschaften, 1899.
- Die Expedition nach Burgos – Sonnenfinsternis (gemeinsam mit Alfred Nippoldt), Erstausgabe 1908 bei Behrendt & Co., Berlin. (Aus: Veröffentlichungen des Königl. Preuß. Meteorologischen Instituts, Nr. 198, II, 6).[6]
- Die Luftelektrischen Arbeiten ausgeführt von A. Wegener auf der Danmark-Expedition 1906–1908. In: Meddelelser om Grønland. Band 42, 1911, S. 77–111 (Digitalisat).
- Anleitung zur Anstellung und Berechnung der Beobachtungen an den deutschen meteorologischen Stationen, Veröffentlichungen des Preußischen Meteorologischen Instituts, 1924.